# Brigitte Klintskov Jerkel
Brigitte Klintskov Jerkel (nascida a 12 de julho de 1969, em Gentofte) é uma política dinamarquesa, membro do Folketing pelo Partido Popular Conservador. Assumiu o assento de Brian Mikkelsen no parlamento quando ele renunciou no dia 22 de junho de 2018. Jerkel foi eleita para o parlamento pela primeira vez com o seu próprio mandato nas eleições legislativas dinamarquesas de 2019.

## Carreira política
Jerkel está no conselho municipal do município de Greve desde as eleições locais dinamarquesas de 2005, e anteriormente serviu como vice-prefeita do município. Além disso, é membro do conselho regional da região da Zelândia desde 2014. Jerkel concorreu nas eleições de 2015, nas quais recebeu 1.236 votos. Isso não foi suficiente para um assento no parlamento, mas fez dela a principal substituta do Partido Popular Conservador no distrito eleitoral da Zelândia. Ela serviu como substituta de Brian Mikkelsen de 15 de dezembro de 2016 a 21 de junho de 2018. Quando Brian Mikkelsen renunciou ao seu assento no parlamento a 22 de junho de 2018, Jerkel assumiu o cargo. Foi eleita para o parlamento com o seu próprio mandato em 2019, recebendo 3.485 votos.